# Списък с филмите на „Уорнър Анимейшън Груп“
Това е списък с филмите на Уорнър Анимейшън Груп, американско анимационно студио със седалище в Бърбанк, Калифорния. Студиото създава пълнометражни анимационни филми и е собственост на Уорнър Брос. Към 2021 г. Уорнър Анимейшън Груп пусна 9 филма, в които са пуснати под банера на Уорнър Брос. Пикчърс. Компанията продуцира първия пълнометражен филм, „LEGO: Филмът“ през 2014 г. Тяхната втора продукция, „Щъркели“ е пуснат през 2016 г., последван е от техния първи спин-оф, „Лего Батман: Филмът“ през 2017 г. Уорнър Анимейшън Груп пусна два филма в една и съща година двойно: „Лего Батман: Филмът“ и „Лего Нинджаго: Филмът“, през 2018 г. – е пуснат „Малката стъпка“, през 2019 г. – „LEGO: Филмът 2“, през 2020 г., – „Скуби-Ду!“, през 2021 г. – „Том и Джери“ и „Космически забивки: Нови легенди“, и през 2022 г. – „DC Лигата на супер-любимците“.
Предстоящите филми на Уорнър Анимейшън Груп включват „Тото“ през 2024 г. и „Койота срещу Акме“ през ненасрочена дата.

## Филми

### Пуснати
| #  | Филм                             | Премиера             | Режисьор(и)                                   | Сценарист(и)                                                                          | Сценарист(и)                                                                      | Продуцент(и)                                                        | Изпълнителни продуцент(и) | Монтажист(и)                                                     | Композитор(и)                                   |
| #  | Филм                             | Премиера             | Режисьор(и)                                   | Сюжет                                                                                 | Сценарий                                                                          | Продуцент(и)                                                        | Изпълнителни продуцент(и) | Монтажист(и)                                                     | Композитор(и)                                   |
| -- | -------------------------------- | -------------------- | --------------------------------------------- | ------------------------------------------------------------------------------------- | --------------------------------------------------------------------------------- | ------------------------------------------------------------------- | --- | ---------------------------------------------------------------- | ----------------------------------------------- |
| 1  | LEGO: Филмът                     | 7 февруари 2014 г.   | Фил Лорд Кристофър Милър                      | Дан Хейджман Кевин Хейджман Фил Лорд Кристофър Милър                                  | Фил Лорд Кристофър Милър                                                          | Дан Лин Рой Лий                                                     | Джил Уилфърт Матю Аштън Катлийн Флеминг Алисън Абейт Зарех Налбадиан Джон Бъртън Бенджамин Мелникър Майкъл Е. Услан Сеан Уинслоу Джеймс Пакър Стивън Мнучин Мат Скиена Брус Бърман | Дейвид Бъроус Крис Маккей                                        | Марк Мадърсбау                                  |
| 2  | Щъркели                          | 23 септември 2016 г. | Никълъс Столър Дъг Суийтланд                  | Никълъс Столър                                                                        | Никълъс Столър                                                                    | Брад Люис Никълъс Столър                                            | Глен Фикара Фил Лорд Кристофър Милър Джон Рекуа Джаред Стърн Стивън Мнучин | Джон Вензон                                                      | Майкъл Дана Джеф Дана                           |
| 3  | Лего Батман: Филмът              | 10 февруари 2017 г.  | Крис Маккей                                   | Сет Греъм-Смит                                                                        | Сет Греъм-Смит Крис Маккена Ерик Сомърс Джаред Стърн Джон Уитингтън               | Дан Лин Фил Лорд Кристофър Милър Рой Лий                            | Джил Уилфърт Матю Аштън Уил Алегра Брад Люис Зарех Налбадиан Стивън Мнучин | Дейвид Бъроус Мат Вила Джон Вензън                               | Лорни Балфи                                     |
| 4  | Лего Нинджаго: Филмът            | 22 септември 2017 г. | Чарли Бийн Пол Фишър Боб Лоугън               | Хилари Уинстън Боб Лоугън Пол Фишър Уилям Уилър Том Уилър Дан Хейджман Кевин Хейджман | Боб Лоугън Пол Фишър Уилям Уилър Том Уилър Джаред Стърн Джон Уитингтън            | Дан Лин Фил Лорд Кристофър Милър Крис Маккей Мариан Гарджър Рой Лий | Джил Уилфърт Кийт Малоне Саймън Лукас Крис Лийхи Сет Греъм-Смит Зарех Налбадиан Брет Ратнър                                                                                        | Джули Роджърс Гарет Елкинс Райън Фолси Джон Вензън Дейвид Бъроус | Марк Мадърсбау                                  |
| 5  | Малката стъпка                   | 28 септември 2018 г. | Кари Къркпатрик Джейсън Рейсинг (ко-режисьор) | Сюжет: Джон Рекуа Глен Фикара Кари Къркпатрик Оригинален сюжет: Серджио Паблос        | Кари Къркпатрик Клер Сера                                                         | Бон Радфорд Глен Фикара Джон Рекуа                                  | Никълъс Столър Фил Лорд Кристофър Милър Джаред Стърн Кари Къркпатрик Серджио Паблос Кортни Валенти Алисън Абейт                                                                    | Питър Етинджър                                                   | Хейтор Перейра (музика) Уейн Къркпатрик (песни) |
| 6  | LEGO: Филмът 2                   | 8 февруари 2019 г.   | Майк Мичъл                                    | Фил Лорд Кристофър Милър Матю Фогел                                                   | Фил Лорд Кристофър Милър                                                          | Дан Лин Фил Лорд Кристофър Милър Рой Лий Джинко Готоу               | Джил Уилфърт Кийт Малоун Матю Аштън Крис Маккей Зарех Налбадиан Райън Халприн Уил Алегра Крис Лийхи                                                                                | Клеър Найт                                                       | Марк Мадърсбау                                  |
| 7  | Скуби-Ду!                        | 15 май 2020 г.       | Тони Сервоне                                  | Мат Лайбърман Еял Подел Джонатон Е. Стюарт                                            | Адам Штикел Джак Доналдсън Дерек Елиът Мат Лайбърман                              | Пам Коутс Алисън Абейт                                              | Адам Штикел Чарлс Роувън Ричард Съкъл Джеси Ехрман Дан Повемайър Крис Кълъмбъс | Райън Фолси Ванара Тайнг                                         | Том Холкенборг                                  |
| 8  | Том и Джери                      | 26 февруари 2021 г.  | Тим Стори                                     | Кевин Костело                                                                         | Кевин Костело                                                                     | Кристофър Дефария                                                   | Тим Стори Адам Гудман Стивън Хардинг Сам Реджистър Джеси Ехрман Алисън Абейт | Питър С. Елиът                                                   | Кристофър Ленърц                                |
| 9  | Космически забивки: Нови легенди | 16 юли 2021 г.       | Малкълм Д. Лий                                | Джуел Тейлър Тони Ретенмайър Кийнан Куглър Терънс Нанс                                | Джуел Тейлър Тони Ретенмайър Кийнан Куглър Терънс Нанс Джеси Гордън Селест Балард | Райън Куглър Леброн Джеймс Маверик Картър Дънкан Хендерсън          | Сев Оханиан Зинзи Куглър Алисън Абейт Джеси Ерман Джамал Хендерсън Спенсър Бейтли Джъстин Лин Терънс Нанс Айвън Рейтман                                                            | Боб Дъскей                                                       | Крис Бауърс                                     |
| 10 | DC Лигата на супер-любимците     | 29 юли 2022 г.       | Джаред Стърн                                  | Джаред Стърн Джон Уитингтън                                                           | Джаред Стърн Джон Уитингтън                                                       | Патриша Хикс Джаред Стърн Дуейн Джонсън Дани Гарсия Хирам Гарсия    | Джон Рекуа Глен Фикара Никълъс Столър | Дейвид Еган Джоан Райс                                           | Доминик Луис                                    |

1. ↑  Пуснат е по видео по поръчка в Съединените щати и Канада на тази дата,'"`UNIQ--ref-00000000-QINU`"' и е пуснат по кината в няколко държави с ограниченията на COVID-19 на 8 юли 2020 г.'"`UNIQ--ref-00000001-QINU`"''"`UNIQ--ref-00000002-QINU`"'

### Престоящи
| #  | Филми             | Премиера           | Режисьор(и)   | Сценарист(и)                                                       | Сценарист(и)                                                       | Продуцент(и)            | Изпълнителни продуцент(и) | Монтажисти(и) | Композитори(и) |
| #  | Филми             | Премиера           | Режисьор(и)   | Сюжет                                                              | Сценарий                                                           | Продуцент(и)            | Изпълнителни продуцент(и) | Монтажисти(и) | Композитори(и) |
| -- | ----------------- | ------------------ | ------------- | ------------------------------------------------------------------ | ------------------------------------------------------------------ | ----------------------- | ------------------------- | ------------- | -------------- |
| 11 | Тото              | 2 февруари 2024 г. | Алекс Тимбърс | Джон Огъст                                                         | Джон Огъст                                                         | Дерек Грей              | TBA                       | TBA           | TBA            |
| 12 | Койота срещу Акме | 21 юли 2023 г.     | Дейв Грийн    | Сами Бърш Джон Силбърман Джош Силбърман Джеръми Слейтър Джеймс Гън | Сами Бърш Джон Силбърман Джош Силбърман Джеръми Слейтър Джеймс Гън | Крис ДеФария Джеймс Гън | TBA                       | TBA           | TBA            |

## Прием

### Критичен и публичен реценз
| Филм                             | Rotten Tomatoes | Metacritic | CinemaScore | Изборът на критиците |
| -------------------------------- | --------------- | ---------- | ----------- | -------------------- |
| LEGO: Филмът                     | 96%             | 83/100     | A           | 91/100               |
| Щъркели                          | 66%             | 56/100     | A-          | 69/100               |
| Лего Батман: Филмът              | 90%             | 75/100     | A-          | 85/100               |
| Лего Нинджаго: Филмът            | 56%             | 55/100     | B+          | 64/100               |
| Малката стъпка                   | 76%             | 60/100     | A-          | 72/100               |
| LEGO: Филмът 2                   | 84%             | 65/100     | A-          | 76/100               |
| Скуби-Ду!                        | 48%             | 43/100     | N/D         | 67/100               |
| Том и Джери                      | 31%             | 32/100     | A-          | N/D                  |
| Космически забивки: Нови легенди | 26%             | 36/100     | A-          | N/D                  |
| DC Лигата на супер-любимците     | 73%             | 56/100     | A-          | N/D                  |

### Изпълнение в боксофиса
| Филм                             | Бюджет           | Северна Америка | Северна Америка | В чужбина gross | Световни приходи | Източници |
| Филм                             | Бюджет           | Откриване       | Приходи         | В чужбина gross | Световни приходи | Източници |
| -------------------------------- | ---------------- | --------------- | --------------- | --------------- | ---------------- | --------- |
| LEGO: Филмът                     | $60 – 65 милиона | $69 милиона     | $257.7 милиона  | $211.4 милиона  | $469.1 милиона   | [ 29 ]    |
| Щъркели                          | $70 милиона      | $21.3 милиона   | $72.6 милиона   | $110.7 милиона  | $183.3 милиона   | [ 30 ]    |
| Лего Батман: Филмът              | $80 милиона      | $53 милиона     | $175.7 милиона  | $136.2 милиона  | $311.9 милиона   | [ 31 ]    |
| Лего Нинджаго: Филмът            | $70 милиона      | $20.4 милиона   | $59.2 милиона   | $63.8 милиона   | $123.1 милиона   | [ 32 ]    |
| Малката стъпка                   | $80 милиона      | $23 милиона     | $83.2 милиона   | $130.9 милиона  | $214.1 милиона   | [ 33 ]    |
| LEGO: Филмът 2                   | $99 милиона      | $34.1 милиона   | $105.8 милиона  | $86.5 милиона   | $192.3 милиона   | [ 34 ]    |
| Скуби-Ду!                        | $90 милиона      | $850,000        | $850,000        | $25.5 милиона   | $26.3 милиона    | [ 35 ]    |
| Том и Джери                      | $78 милиона      | $13.7 милиона   | $46 милиона     | $86.8 милиона   | $132.8 милиона   | [ 36 ]    |
| Космически забивки: Нови легенди | $150 милиона     | $13.1 милиона   | $70.5 милиона   | $91.3 милиона   | $161.8 милиона   | [ 37 ]    |
| DC Лигата на супер-любимците     | $90 милиона      | $23 милиона     | $93.21 милиона  | $108.8 милиона  | $202 милиона     | [ 38 ]    |